# Municipio de Howland
El municipio de Howland (en inglés: Howland Township) es un municipio ubicado en el condado de Trumbull en el estado estadounidense de Ohio. En el año 2010 tenía una población de 19106 habitantes y una densidad poblacional de 417,67 personas por km².

## Geografía
El municipio de Howland se encuentra ubicado en las coordenadas 41°14′18″N 80°45′7″O / 41.23833, -80.75194. Según la Oficina del Censo de los Estados Unidos, el municipio tiene una superficie total de 45.74 km², de la cual 45.74 km² corresponden a tierra firme y (0%) 0 km² es agua.

## Demografía
Según el censo de 2010, había 19106 personas residiendo en el municipio de Howland. La densidad de población era de 417,67 hab./km². De los 19106 habitantes, el municipio de Howland estaba compuesto por el 93.48% blancos, el 3.44% eran afroamericanos, el 0.17% eran amerindios, el 1.4% eran asiáticos, el 0.01% eran isleños del Pacífico, el 0.35% eran de otras razas y el 1.15% pertenecían a dos o más razas. Del total de la población el 1.4% eran hispanos o latinos de cualquier raza.